# مدار (جغرافیا)

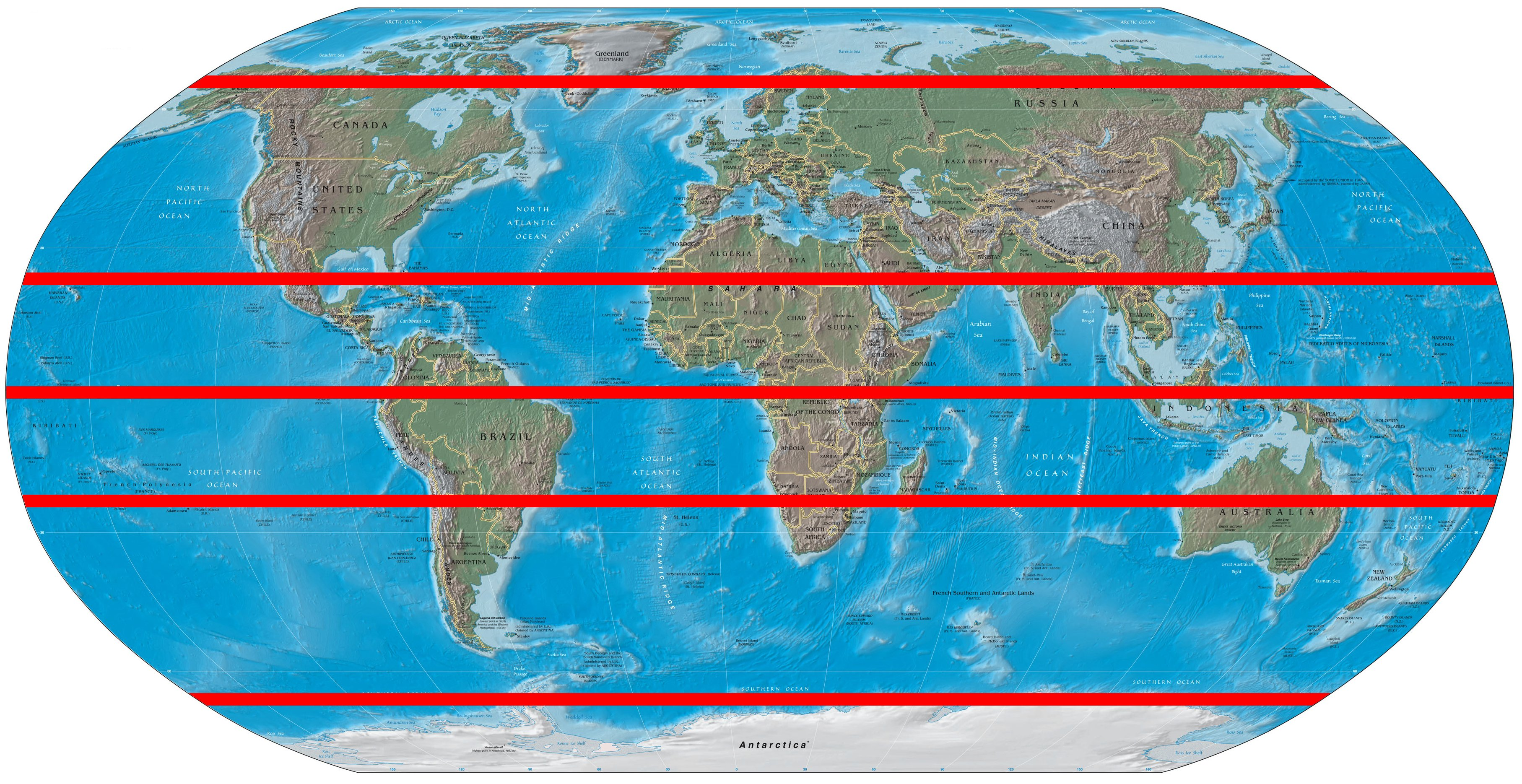
پنج مدار اصلی زمین.

مَدارها دایره‌های فرضی هستند که به موازات استوا بر روی کره جغرافیا رسم شده‌اند و هر چه به سمت قطب شمال یا جنوب می‌رویم کوچک‌تر می‌شوند.
مدارها خطوط و دایره‌هایی فرضی هستند که تعیین‌کنندهٔ عرض جغرافیایی به‌شمار می‌آیند و به‌صورت موازی و نسبت به هم جهت شمالی و جنوبی دارند. مدارها خطوط متقاطع نصف‌النهارها هستند. مدارها همگی برابر نمی‌باشند و خط استوا بزرگ‌ترین مدار است که به‌عنوان مدار صفر درجه، نسبتِ درجه‌های شمالی یا جنوبی مدارهای دیگر با آن سنجیده می‌شود. مدارهای شمالی از استوا تا قطب شمال ۹۰ درجه و مدارهای جنوبی هم از استوا تا قطب جنوب ۹۰ درجه هستند.
هر نقطه از زمین، روی یک مدار و یک نصف‌النهار مشخص قرار دارد که به آن مختصات جغرافیایی آن نقطه می‌گویند. محیط (پیرامون) مدار فرضی استوا که زمین را به دو نیم‌کرهٔ شمالی و جنوبی تقسیم می‌کند، ۴۰٬۰۷۵ کیلومتر می‌باشد و مبدأ اندازه‌گیری عرض جغرافیایی به‌شمار می‌آید. محل اتصال نصف‌النهار مبدأ و مدار استوا دارای طول و عرض جغرافیایی صفر است؛ و این نقطه در حاشیهٔ خلیج گینه در غرب قارهٔ آفریقا واقع شده‌است.
به منطقهٔ میان مدارهای رأس‌السرطان و رأس‌الجَدی، مدارگان، منطقه گرمسیری یا منطقهٔ بین‌المدارین گفته می‌شود. در مدارگان به علت تابش عمود آفتاب، بیشترین گرما دریافت می‌شود و بیشتر بیابان‌ها نیز در این عرض‌های جغرافیایی قرار دارند.

## مدارهای پنجگانه زمین
پنج مدار مهم کره زمین به ترتیب شمال به جنوب عبارتند از:
- مدار شمالگان، مدار قطبی شمال
- مدار رأس‌السرطان، مدار گرمسیری شمال
- خط استوا، مدار معدل‌النهار
- مدار رأس‌الجدی، مدار گرمسیری جنوب
- مدار جنوبگان، مدار قطبی جنوب

خط استوا °۰ (صفر درجه) است و تا سال ۲۰۲۰م مدارهای گرمسیری "۱۲ '۲۶ °۲۳ و مدارهای قطبی "۴۸ '۳۳ °۶۶ از استوا فاصله دارند.

## تغییرات مدارهای گرمسیری و قطبی
مدارهای گرمسیری و قطبی تغییراتی دارند.
مدارهای گرمسیری (رأس‌السرطان و رأس‌الجدی)، در سال ۲۰۰۰ میلادی در فاصلهٔ مداری "۲۱٬۵ '۲۶ °۲۳ از استوا بوده‌اند و طی نوساناتی تا سال ۲۰۱۰ به فاصلهٔ "۱۶٬۸ '۲۶ °۲۳ و تا سال ۲۰۲۰ به عرض مداری "۱۲٬۱ '۲۶ °۲۳ رانده می‌شود. این مدار نوسانات پیچیده‌ای دارد؛ طبق اطلاعات در دست، در سال ۴٬۷۱۳- در عرض جغرافیایی "۵۸٬۶ '۰۸ °۲۴ استوا بوده (و به‌نظر می‌رسد پیش از آن چنان میل یافته که موجب دوران یخبندان شده‌است). تا سال ۱۲٬۰۳۱ به نزدیک‌ترین حد خود به استوا، یعنی "۴۱٬۳۰۷ '۳۶ °۲۲ می‌رسد و سپس مجدداً به‌تدریج فاصله پیدا می‌کند و در سال ۱۸٬۷۳۹ به جایگاه کنونی می‌رسد، آن‌گاه همچنان میل خود را ادامه می‌دهد و در سال ۲۰٬۰۰۰ اندکی از فاصلهٔ ۲۴ درجه می‌گذرد. در سال ۲۵٬۰۰۰ آن‌سوتر از مدار ۳۳ قرار دارد (به‌نظر می‌رسد که در دوره دیگری از یخبندان باشد) و در سال ۳۰٬۰۰۰ در ۸۳ درجه نزدیک قطبین می‌رسد و در سال ۳۰٬۷۳۵ گویی بر فراز قطبین متمرکز می‌شود.
در دهه‌های اخیر این مدار سالانه "۰٬۴۷ (۰٬۴۷ ثانیهٔ قوسی) یعنی حدود ۱۵ متر به سمت استوا عقب می‌کشد. مدارهای قطبی (شمالگان و جنوبگان) نیز، به همان میزان تغییرات مدارهای گرمسیری نسبت به نقطه قطبین متغیر می‌شوند.

## مشخصات مدارهای پنجگانه
| مدار شمالگان | ‎۶۶° ۳۳′ ۴۸″‏ شمالی      |  | این مدار مرز محدودهٔ قطبی شمال زمین را نشان می‌دهد، جایی که حداقل در یک شبانه‌روز از سال خورشید هرگز غروب نمی‌کند. محدودهٔ شمالی این مدار، شمالگان، و محدودهٔ جنوبی آن تا مدار رأس‌السرطان، منطقهٔ معتدل شمالی نام دارد. |
| رأس‌السرطان   | ‎۲۳° ۲۶′ ۱۲″‏ شمالی      |  | این مدار که معنی نام آن «سر خرچنگ» است مدار عرض جغرافیایی ۲۳ درجه و حدود ۲۶ دقیقه شمالی کرهٔ زمین است. آفتاب در روز اول تابستان (روز اول برج سرطان) در نیم‌کرهٔ شمالی به نقاط واقع در روی این مدار، عمودی می‌تابد. سرطان (خرچنگ) نام صورت فلکی شمالی‌ای است که خورشید هنگام انقلاب تابستانی در حدود ۲۰۰۰ سال پیش در آن قرار می‌گرفته‌است. امروزه به دلیل حرکت تقدیمی زمین، صورت فلکی دوپیکر در این مکان قرار دارد. |
| خط استوا     | عرض جغرافیایی صفر درجه |  | استوا (در عربی: اِستِوا) یا نیمگان نام خطّی فرضی است که کرهٔ زمین را به دو بخش نیمکرهٔ شمالی و نیمکرهٔ جنوبی بخش می‌کند. فاصلهٔ نقاط بر روی خط استوا از قطب‌های شمال و جنوب به یک اندازه است. خط استوا مبدأ عرض جغرافیایی و درجهٔ آن صفر می‌باشد. خط استوای زمین هم‌چنین، بزرگ‌ترین محیط را با درازای ۴۰٬۰۷۶ کیلومتر داراست.                                                                                             |
| رأس‌الجَدْی     | ‎۲۳° ۲۶′ ۱۲ ″‏ جنوبی     |  | این مدار که معنی نام آن «سر بزغاله» است مدار عرض جغرافیایی ۲۳ درجه و حدود ۲۶ دقیقه جنوبی کرهٔ زمین است. آفتاب در روز اول زمستان (روز اول برج جدی) در نیم‌کرهٔ جنوبی به نقاط واقع در روی این مدار عمودی می‌تابد. جدی (بزغاله) نام صورت فلکی جنوبی‌ای است که خورشید هنگام انقلاب زمستانی در حدود ۲۰۰۰ سال پیش در آن قرار می‌گرفته‌است. امروزه به دلیل حرکت تقدیمی زمین، صورت فلکی کمان در این موقعیت قرار دارد.      |
| مدار جنوبگان | ‎۶۶° ۳۳′ ۴۸″‏ جنوبی      |  | مدار جنوبی که منطقهٔ قطبی جنوب زمین را مشخص می‌کند، مدار جنوبگان می‌نامند. جایی که حداقل در یک شبانه‌روز از سال خورشید هرگز غروب نمی‌کند. محدودهٔ جنوبی این مدار، جنوبگان و محدودهٔ شمالی آن تا مدار رأس‌الجدی، منطقهٔ معتدل جنوبی نام دارد. مدار شمالگان، مدار مقابل آن در نیم‌کره شمالی زمین است. |

## مشخصات مدارها

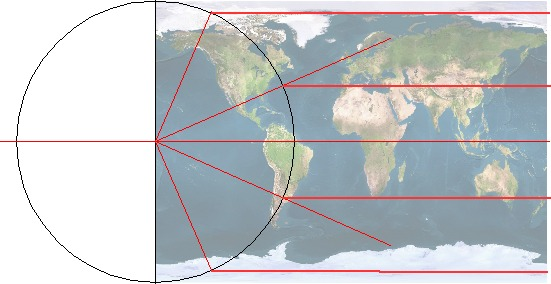
دایرهٔ مدارها

| مدارهای شمالی |        |      |        |        |
| قطب شمال      | صفر    | صفر  | صفر    | ۱۰٬۰۰۲ |
| ۸۵° شمالی     | ۳٬۵۰۴  | ۸٫۷  | ۵۵۸    | ۹٬۴۴۴  |
| ۸۰° شمالی     | ۶٬۹۸۲  | ۱۷٫۴ | ۱٬۱۱۷  | ۸٬۸۸۵  |
| ۷۵° شمالی     | ۱۰٬۴۰۵ | ۲۶٫۰ | ۱٬۶۷۵  | ۸٬۳۲۷  |
| ۷۰° شمالی     | ۱۳٬۷۴۷ | ۳۴٫۳ | ۲٬۲۳۳  | ۷٬۷۶۹  |
| مدار شمالگان  | ۱۵٬۹۸۶ | ۳۹٫۹ | ۲٬۷۴۱  | ۷٬۲۶۱  |
| ۶۵° شمالی     | ۱۶٬۹۸۳ | ۴۲٫۴ | ۲٬۷۹۱  | ۷٬۲۱۱  |
| ۶۰° شمالی     | ۲۰٬۰۸۸ | ۵۰٫۱ | ۳٬۳۴۸  | ۶٬۶۵۴  |
| ۵۵° شمالی     | ۲۳٬۰۳۸ | ۵۷٫۵ | ۳٬۹۰۵  | ۶٬۰۹۷  |
| ۵۰° شمالی     | ۲۵٬۸۱۰ | ۶۴٫۴ | ۴٬۴۶۱  | ۵٬۵۴۱  |
| ۴۵° شمالی     | ۲۸٬۳۸۵ | ۷۰٫۸ | ۵٬۰۱۷  | ۴٬۹۸۵  |
| ۴۰° شمالی     | ۳۰٬۷۴۲ | ۷۶٫۷ | ۵٬۵۷۲  | ۴٬۴۳۰  |
| ۳۵° شمالی     | ۳۲٬۸۶۴ | ۸۲٫۰ | ۶٬۱۲۷  | ۳٬۸۷۵  |
| ۳۰° شمالی     | ۳۴٬۷۳۵ | ۸۶٫۷ | ۶٬۶۸۱  | ۳٬۳۲۱  |
| ۲۵° شمالی     | ۳۶٬۳۴۲ | ۹۰٫۷ | ۷٬۲۳۵  | ۲٬۷۶۷  |
| رأس‌السرطان    | ۳۶٬۷۸۸ | ۹۱٫۸ | ۷٬۵۰۶  | ۲٬۴۹۶  |
| ۲۰° شمالی     | ۳۷٬۶۷۳ | ۹۴٫۰ | ۷٬۷۸۹  | ۲٬۲۱۳  |
| ۱۵° شمالی     | ۳۸٬۷۱۸ | ۹۶٫۶ | ۸٬۳۴۲  | ۱٬۶۶۰  |
| ۱۰° شمالی     | ۳۹٬۴۷۰ | ۹۸٫۵ | ۸٬۸۹۶  | ۱٬۱۰۶  |
| ۵° شمالی      | ۳۹٬۹۲۴ | ۹۹٫۶ | ۹٬۴۴۹  | ۵۵۳    |
| خط استوا      | ۴۰٬۰۷۵ | ۱۰۰  | ۱۰٬۰۰۲ | صفر    |
| مدارهای جنوبی |        |      |        |        |
| ۵° جنوبی      | ۳۹٬۹۲۴ | ۹۹٫۶ | ۹٬۴۴۹  | ۵۵۳    |
| ۱۰° جنوبی     | ۳۹٬۴۷۰ | ۹۸٫۵ | ۸٬۸۹۶  | ۱٬۱۰۶  |
| ۱۵° جنوبی     | ۳۸٬۷۱۸ | ۹۶٫۶ | ۸٬۳۴۲  | ۱٬۶۶۰  |
| ۲۰° جنوبی     | ۳۷٬۶۷۳ | ۹۴٫۰ | ۷٬۷۸۹  | ۲٬۲۱۳  |
| رأس‌الجدی      | ۳۶٬۷۸۸ | ۹۱٫۸ | ۷٬۵۰۶  | ۲٬۴۹۶  |
| ۲۵° جنوبی     | ۳۶٬۳۴۲ | ۹۰٫۷ | ۷٬۲۳۵  | ۲٬۷۶۷  |
| ۳۰° جنوبی     | ۳۴٬۷۳۵ | ۸۶٫۷ | ۶٬۶۸۱  | ۳٬۳۲۱  |
| ۳۵° جنوبی     | ۳۲٬۸۶۴ | ۸۲٫۰ | ۶٬۱۲۷  | ۳٬۸۷۵  |
| ۴۰° جنوبی     | ۳۰٬۷۴۲ | ۷۶٫۷ | ۵٬۵۷۲  | ۴٬۴۳۰  |
| ۴۵° جنوبی     | ۲۸٬۳۸۵ | ۷۰٫۸ | ۵٬۰۱۷  | ۴٬۹۸۵  |
| ۵۰° جنوبی     | ۲۵٬۸۱۰ | ۶۴٫۴ | ۴٬۴۶۱  | ۵٬۵۴۱  |
| ۵۵° جنوبی     | ۲۳٬۰۳۸ | ۵۷٫۵ | ۳٬۹۰۵  | ۶٬۰۹۷  |
| ۶۰° جنوبی     | ۲۰٬۰۸۸ | ۵۰٫۱ | ۳٬۳۴۸  | ۶٬۶۵۴  |
| ۶۵° جنوبی     | ۱۶٬۹۸۳ | ۴۲٫۴ | ۲٬۷۹۱  | ۷٬۲۱۱  |
| مدار جنوبگان  | ۱۵٬۹۸۶ | ۳۹٫۹ | ۲٬۷۴۱  | ۷٬۲۶۱  |
| ۷۰° جنوبی     | ۱۳٬۷۴۷ | ۳۴٫۳ | ۲٬۲۳۳  | ۷٬۷۶۹  |
| ۷۵° جنوبی     | ۱۰٬۴۰۵ | ۲۶٫۰ | ۱٬۶۷۵  | ۸٬۳۲۷  |
| ۸۰° جنوبی     | ۶٬۹۸۲  | ۱۷٫۴ | ۱٬۱۱۷  | ۸٬۸۸۵  |
| ۸۵° جنوبی     | ۳٬۵۰۴  | ۸٫۷  | ۵۵۸    | ۹٬۴۴۴  |
| قطب جنوب      | صفر    | صفر  | صفر    | ۱۰٬۰۰۲ |

## جُستارهای وابسته
- نصف‌النهارها
- عرض جغرافیایی